# Technomyrmex setosus
Technomyrmex setosus é uma espécie de formiga do gênero Technomyrmex.